# 夢在無夢的夜裡
《夢在無夢的夜裡》為臺灣歌手王傑的第二十二張個人專輯，也是第十五張國語專輯，發行於1995年2月，由飛碟唱片公司發行。

## 專輯簡介
專輯由王傑（超凡有限公司）、李士先共同製作，是王傑將成立5年的WANG音樂工作室，改組成超凡有限公司後，第一張製作的音樂專輯，全碟在加拿大製作，專輯的創作班底與過去大不相同，起用了不少新人的作品，呈現出新的音樂風格，專輯於2月發行後亦返台做了十天的唱片宣傳，主打歌為「夢在無夢的夜裡」、「窗外」、「沒有愛哪有恨」，而雖然王傑移民後專輯銷售量不若以往突出，但此張專輯由於風格特殊，累積銷量也高達32萬張。

## 曲目
| 曲序 | 曲名                         | 曲     | 詞     | 編曲     | 附註                            |
| 01   | 夢在無夢的夜裡               | 洪堯斌 | 洪堯斌 | Ricky Ho |                                 |
| 02   | 窗外                         | 陳以哲 | 李俊廣 | 戴維雄   |                                 |
| 03   | 沒有愛哪有恨                 | 羅吉鎮 | 林秋離 | 陳宇寰   |                                 |
| 04   | If There Will Be You No More | 王傑   | Ed.Mok | Ricky Ho | 英文歌                          |
| 05   | 冷靜                         | 韓賢光 | 黃郁文 | Ricky Ho |                                 |
| 06   | 最初與最愛的人               | 洪堯斌 | 洪堯斌 | Ricky Ho |                                 |
| 07   | 需要自由                     | 彭莒欣 | 彭莒欣 | 李士先   |                                 |
| 08   | 冰冷我自己                   | 王傑   | 王傑   | Ricky Ho |                                 |
| 09   | This Time I Can              | 王傑   | Ed.Mok | Ricky Ho | 英文歌，與Saffron Henderson合唱 |
| 10   | 留一盞燈                     | 李士先 | 宋天豪 | 李士先   |                                 |

## 唱片版本
- 錄音帶版
- CD版

## 專輯文案
我是主角 
在夢的窗口縱情放歌 
在無夢的夜裡獨自舔著傷口 
你聽見了嗎 
我是王傑 
絕然的主角

夢　　在無夢的夜裏
當王傑不是再只是一個名字 
不再只是單純地代表他自己
於是他逃 
一路逃到遙遠的異鄉 
沒有人認識他的國度
將那個代表明星符號的王傑 
丟在五光十色的台北
王傑　　在沒有王傑的溫哥華
溫哥華 
一個冬季下著細雪的城市 
零點過後的窗外
黎明還壓在海的另一岸 
他將自己先冰冷了起來
獨自坐在壁爐旁 
握著一杯剛沖溶的咖啡 
讓心像旋轉的奶精 
跟著溫暖了起來
也只有在這個時刻 
感受這靜得出奇的夜
一些屬於原始的、本能的王傑 
才又漸漸地活過來
請聽我 
請努力聽我 
縮在小小唱機裡的那個我
當夢已說得太多 
生命的真象卻愈感空洞
信仰我們 
可以憑著歌 
釋放彼此真實的孤獨

## 音樂錄影帶
- 夢在無夢的夜裡
- 沒有愛哪有恨 （页面存档备份，存于）